# Lección

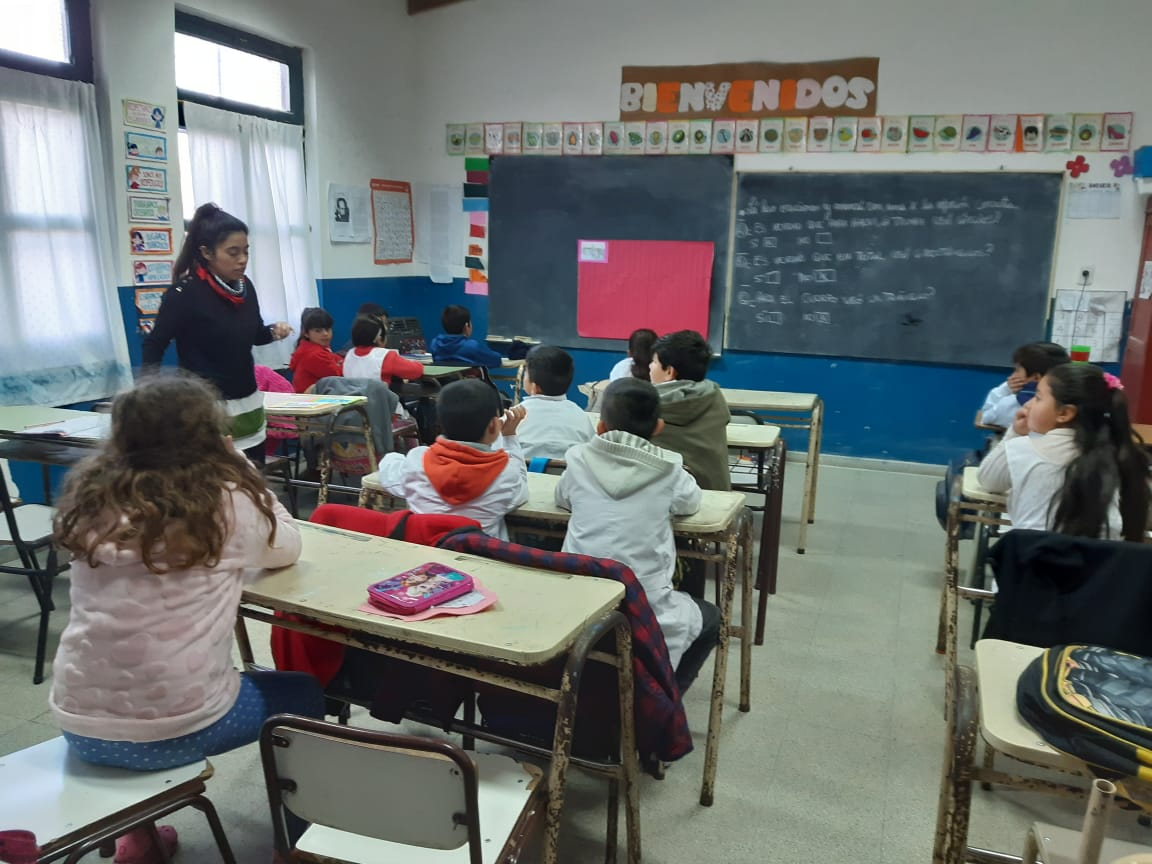
Representación del trabajo en grupo.

Una lección es la instrucción de un maestro a sus discípulos. La palabra se emplea lo mismo tratándose del arte, del deporte y el arte culinario, que siendo objeto de la filosofía, la religión, la retórica o la historia.
En las universidades antiguas solía consistir en una lectura comentada, y "lectura" es lo que etimológicamente significa lección. También se puede definir como redacción o discurso hecho para enseñar o instruir. En los colegios la palabra "clase" es sinónima de lección y por eso se dice ir a clase lo mismo que ir a dar la lección. 
También se llama lección a cualquier enseñanza particular o conjunto de conocimientos que en cada vez un maestro a un discípulo, o a varios de ellos, aunque sea en corto número y en cualquier género de instrucción, desde el más elevado al más trivial. 
Lección se llama también a un trozo de prosa o verso que un profesor da a sus discípulos para que lo aprendan o dícese también de un mal predicador que relata su sermón como una lección sabida de coro.
Los críticos también llaman lecciones (en latín: variatae lectiones) a las diversas maneras de leer el texto de los autores en los manuscritos antiguos. Esta diversidad proviene de las faltas de los copistas. Hay además lecciones de textos religiosos como la Biblia, de los poetas y prosistas griegos y latinos. Se buscan las antiguas ediciones donde estas diversas lecciones se encuentran, pero los críticos han ido muy allá en la corrección de los manuscritos y hay que volver muchas veces a la lección primitiva.
Lección, en términos de breviario, significa una breve lectura que se hace en cada nocturno de los maitines, tomada de algunos extractos de la Biblia, de los padres o de la leyenda del santo del día.
Por otra parte, en las comunidades religiosas se llamaba lector de teología, filosofía o moral a los licenciados o doctores profesores encargados de enseñar estas ciencias a los demás integrantes de su orden, títulos que se conservan todavía, especialmente en los seminarios.
Los profesores del Colegio Francés, fundado por Francisco I, tenían el título de lectores reales, porque en su origen todos leían una lección escrita de antemano.

## Anecdotario histórico
Como anécdotas relacionadas con la palabra lección se pueden citar las siguientes:
Un profesor llamado La Harpe leía en el Liceo lecciones de crítica que le han valido el sobrenombre de Aristarco francés.
En el siglo XIX se apreciaron las lecciones improvisadas de Mrs. Cousin y Villemain y las lecciones escritas de Mrs. Guizot, Fauriel y otros en sus respectivas materias.
Antiguamente eran "lectores" todos los catedráticos que enseñaban cualquier ciencia y los clérigos encargados de instruir a los catecúmenos en los rudimentos de la religión cristiana. Maestros había que iban de puerta en puerta sudando el quilo y embarrizados hasta los hombros para enseñar a leer y escribir a sus discípulos y dar lecciones, lo mismo que Bossuet enseñaba al gran delfín, hijo de Luis XIV, el cual aprovechó poco estas lecciones, que, sin embargo, produjeron una de las obras maestras de la literatura francesa: Discursos sobre la historia universal. Saint-Simon en sus Memorias explica el motivo de aquel triste resultado, afirmando que Bossuet no sabía dar atractivo a sus lecciones y todos sus esfuerzos no sirvieron más que para hacer insoportable el estudio a su discípulo, el cual juró, a fe de príncipe, no volver a tocar un libro apenas se terminase su educación, lo que cumplió a rajatabla. No en vano escribió Oscar Wilde que sin la virtud del encanto todas las demás son inútiles.
Otro maestro, Fenelon, fue más afortunado en sus lecciones al duque de Borgoña. El autor de Telémaco y de los Diálogos de los muertos, tenía seguramente el arte de disfrazar sus lecciones con los hechizos del placer.
El jesuita González de Cámara, preceptor del rey de Portugal, don Sebastián, mezclaba, en todas las lecciones, que le daba dos veces al día, algo que ejercitase su curiosidad, que ayudase a su memoria y regocijase su imaginación. Todas estas lecciones comenzaban por alguna gran máxima de moral y política y terminaban en alguna historia en que se le hacía notar lo que había de más laudable en las acciones de los grandes príncipes, es decir hacía amable sus lecciones.
Los apólogos de Esopo, Fedro, La Fontaine, Iriarte, etc. son una serie de lecciones disfrazadas con el encanto del estilo y de la narración y tanto más útiles cuando la moral desnuda fastidia, y sus preceptos se insinúan dulcemente entre los embelesos de un cuento.
Massillon osó decir en la corte lo siguiente: El silencio de los pueblos es la lección de los reyes.
Toda la braveza romana está comprendida en estas palabras de Sertorio, que hablando de Pompeyo dijo Yo hubiera dado una lección a este estudiante.
En Esparta los espartanos pretendían dar a sus hijos una lección de sobriedad, exponiendo a su vista sus desdichados esclavos embriagados.